# Cléo od pěti do sedmi
Cléo od pěti do sedmi (francouzsky Cléo de 5 à 7) je francouzský dramatický film z roku 1962. Jde o významné dílo francouzské nové vlny. Režisérkou snímku byla v Belgii narozená Agnès Varda, která napsala i scénář. Režisérka užila ve filmu metody cinéma-vérité. Snímek zachycuje dvě hodiny v životě šansoniérky Florence vystupující pod jménem Cléo Victoire, která se chystá do nemocnice vyslechnout výsledek vyšetření a obává se, že má rakovinu žaludku, v čemž ji utvrdí návštěva kartářky v úvodu filmu. V těchto dvou hodinách bloumá Paříží, setkává se se známými, bilancuje svůj život a nakonec se seznámí v parku s vojákem Antoinem, který také prožívá poslední dvě hodiny před návratem na frontu alžírské války. Titulní roli ztvárnila Corinne Marchandová, pro niž to byla zdaleka největší příležitost její kariéry. Autor hudby k filmu Michel Legrand si zahrál jednu z vedlejších rolí. Zajímavostí rovněž je, že když hlavní hrdinka navštíví biograf, běží na plátně fiktivní film, ve kterém se na plátně objeví někteří slavní režiséři nové vlny, mj. Jean-Claude Brialy, Yves Robert, Jean-Luc Godard a Anna Karina. V anketě kritiků časopisu Sight & Sound, která v pravidelných desetiletých cyklech hledá nejlepší filmy všech dob, se snímek v roce 2022 umístil na 14. místě, čímž se stal třetím nejlépe hodnoceným filmem režírovaným ženou. V roce 2019 byl zvolen druhým nejlepším filmem režírovaným ženou v anketě BBC, do níž přispělo 368 filmových odborníků z 84 zemí.